# Eupithecia sellia
Eupithecia sellia là một loài bướm đêm trong họ Geometridae.